# Boršč
Boršč (ukrajinsko борщ) je narodna jed razširjena v vzhodni Evropi. Boršč izvira iz Ukrajine, v različnih oblikah pa je razširjen tudi v drugih državah kot je Poljska (poljsko barszcz), Rusija, Belorusija, Litva, Romunija, Moldavija in velja tudi za narodno jed Aškenazi Judov. Kuhanje boršča v Ukrajini je uvrščeno na UNESCO seznam nesnovne kulturne dediščine.
Boršč je juha iz govejega ali svinjskega mesa, zelenjave in rdeče pese. Beseda izhaja iz staroslovanske besede бърщь. Boršč ima veliko oblik in se pripravlja na različne načine glede na regijo. Kot osnovno obliko se najpogosteje šteje rdeči boršč, obstaja pa tudi zeleni (pomladanski), beli, zeljni, rženi, v ukrajinskem delu Galicije je lahko npr. tudi skoraj brez zelja, obstaja tudi vegetarijanska različica brez mesa. Samo v Ukrajini poznajo več kot 300 oblik boršča.
Ne glede na nesoglasja narodov pa je boršč po vsej verjetnosti nastal v Ukrajini, kjer se je začel pojavljati že v 14. stoletju. Skrivnost priljubljenosti boršča je verjetno prav v rdeči pesi, saj je bila kot ena od sestavin jedi zaradi svoje visoke vzdržljivosti na razpolago vse leto.

## Ustno izročilo o boršču
Pravi boršč naj bi po starem ustnem izročilu bil tisti, v katerem žlica sama stoji pokonci, zaradi pare, ki se vali iz lonca, pa se ne vidi otrok, ki sedijo okrog mize.
Ponekod v Ukrajini verjamejo, da se duša umrlega skupaj s paro, ki se kadi iz boršča, vzpenja v nebo, zato je boršč pogosto glavna jed pri spominjanjih umrlih.
Osnovne sestavine so: suha svinjina, govedina, zelje, kisla rdeča pesa in vrsta začimb. Značilen okus ima predvsem pesa.